# گول‌ویگ

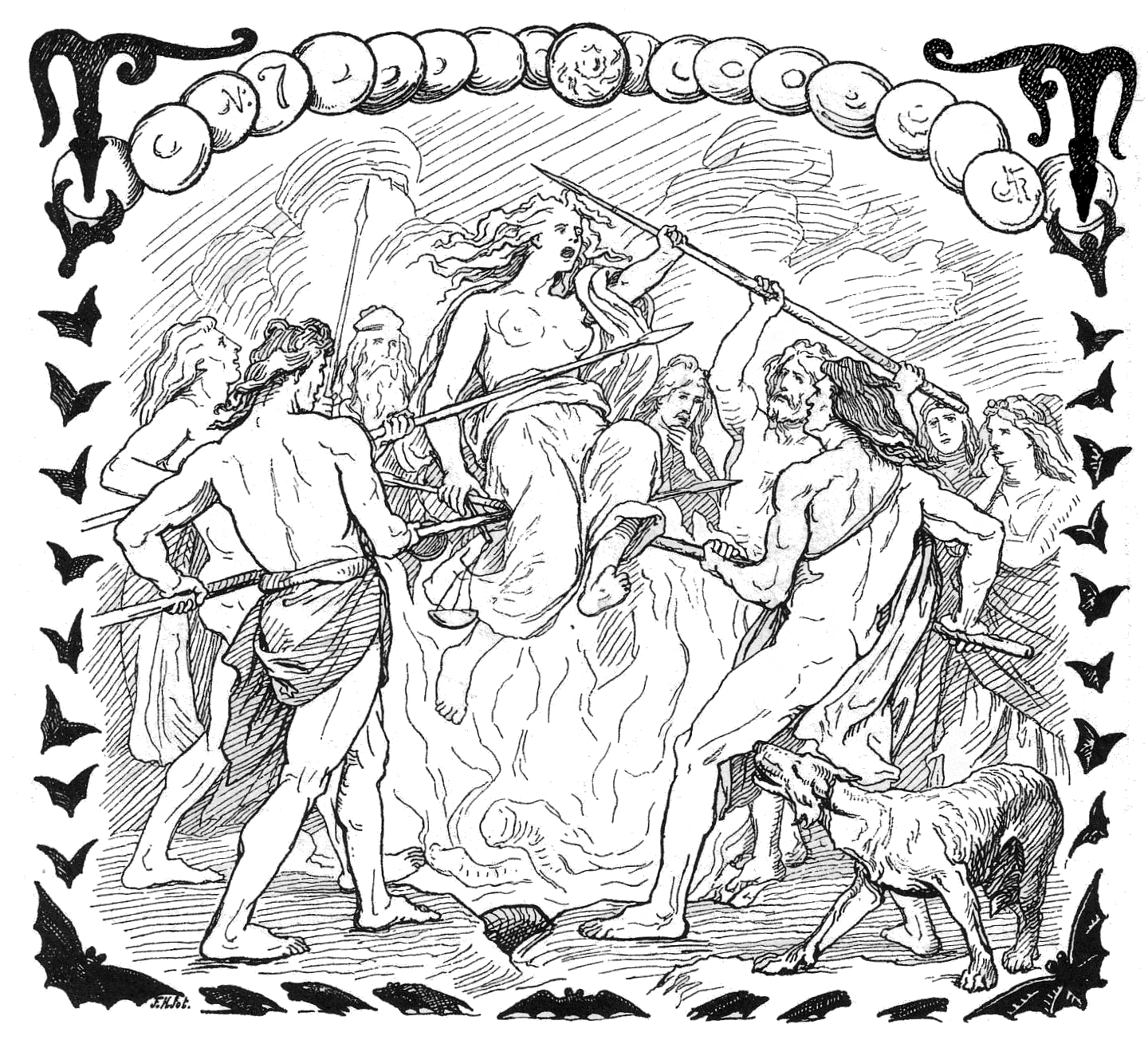
ایزدبانوی اساطیر اسکاندیناوی

گول‌وِیگ (به انگلیسی: Gullveig) در اساطیر اسکاندیناوی جادوگر و پیشگویی بود که هوس و علاقه شدیدی به طلا داشت. او مخلوق و شخصیتی مؤنث بود که به نام آن تنها در دو بند شعر ولوسپا (به معنی ترانهٔ ولوا)، یکی از شناخته‌شده‌ترین اشعار در مجموعه ادای شاعرانه اشاره شده است. این اشعار رویداد ناشی از جنگ آسیر و ونیر را توصیف می‌کند، نبردی که میان دو نژاد اصلی خدایان اساطیر اسکاندیناوی یعنی آسیر و ونیر در گرفت. گول‌ویگ کسی بود که توسط آسیر توسط نیزه‌هایی که در بدنش فرو بردند شکنجه شد، سپس سه مرتبه در آتش سوزانده، اما در عین حال هر سه بار از نو متولد شد. نام گول‌ویگ پس از سومین تجدید حیات به هید (به معنی روشنایی آسمان) تغییر یافت و به عنوان یک ولوا ماهر و وارد بکار در نظر گرفته شد. بر طبق نظریه‌های گوناگون محقق‌ها گول‌ویگ/هید شکلی دیگر از ایزدبانوی عشق فریا به شمار می‌رود، زیرا او نیز در افسانه‌های متعددی به طلا عشق می‌ورزید.